# Vaskúti kápolna

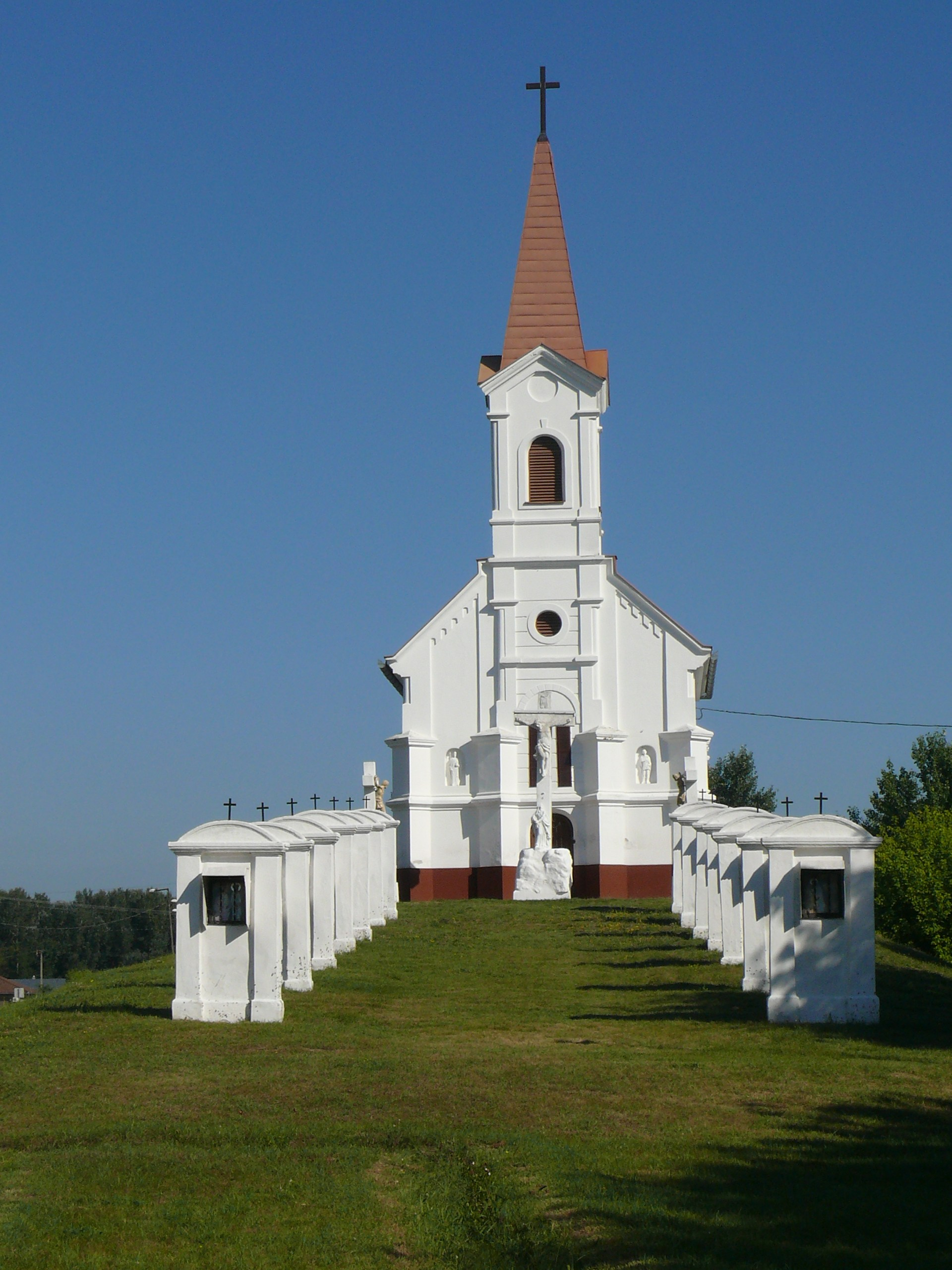

A vaskúti római katolikus kálváriakápolnát a Fájdalmas Szűz tiszteletére szentelték fel. Az épület műemlék, 1825-ben épült. A falu főutcáján található.
A kápolna a Szentháromság plébánia misézőhelye, előtte Jézus keresztútjának 14 stációja található, melyek képeit Udvardi Erzsébet festőművész készítette.